# هندسة تنسيق المواقع

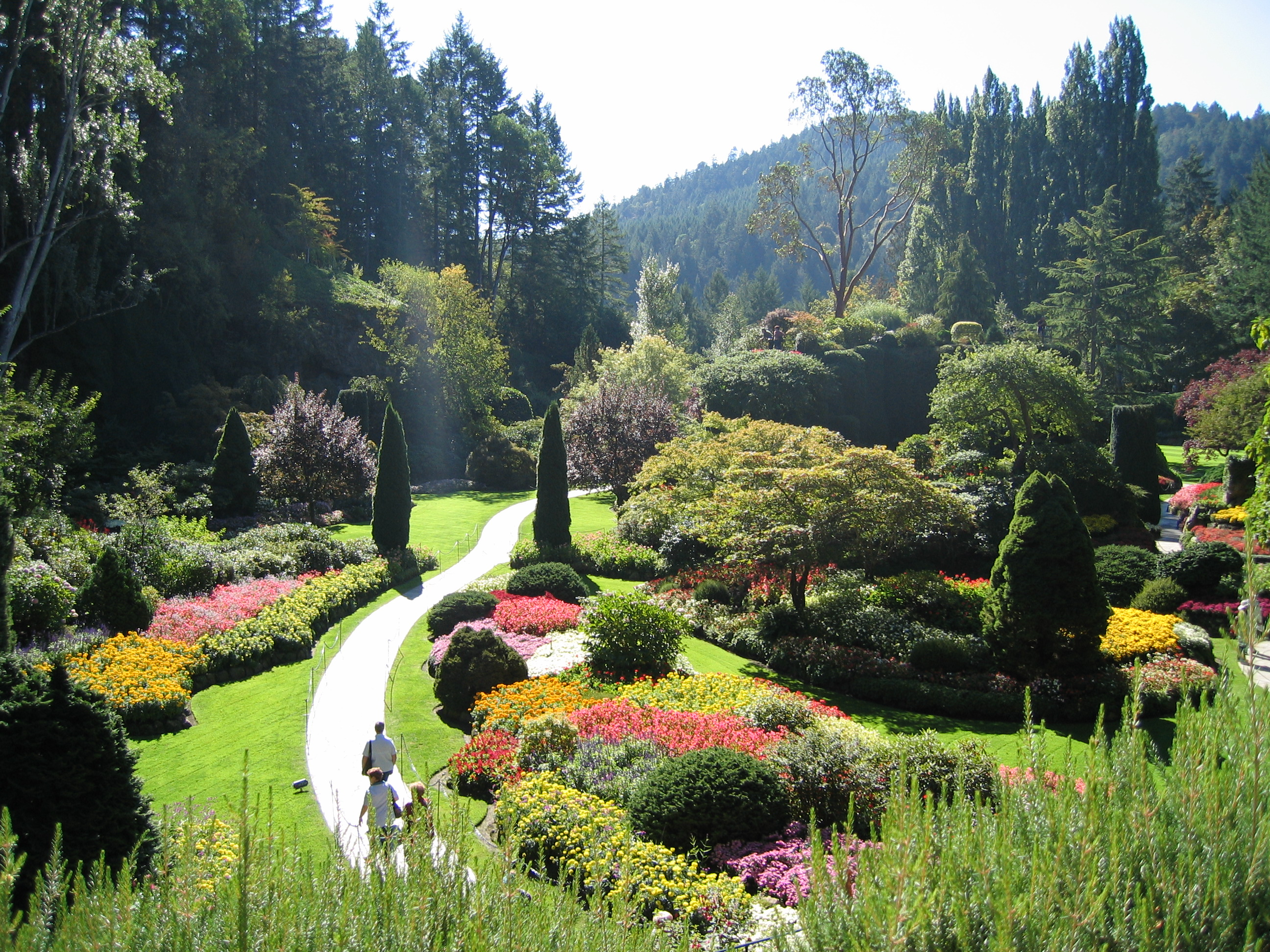

هندسة تنسيق المواقع أو هندسة المناظر الطبيعية هي تطبيق الرياضيات والعلوم لتشكيل الأرض والمناظر المائية. يمكن وصف هندسة المناظر الطبيعية أيضًا بالهندسة الخضراء، لكن مختصو التصميم المعروفون بهندسة المناظر الطبيعية هم مهندسون معماريون مختصون بهندسة المناظر الطبيعية. وهي تطبيق متعدد التخصصات للهندسة والعلوم التطبيقية الأخرى؛ لتصميم وإنشاء المناظر الطبيعية البشرية المنشأ. وهو يختلف عن الاستصلاح التقليدي ولكنه يشمله. ويشمل التخصصات العلمية: علم الزراعة وعلم النبات والإيكولوجيا (علم البيئة) وعلم التحريج والجيولوجيا والكيمياء الجيولوجية (كيمياء أرضية) والهيدروجيولوجيا وعلم الأحياء البرية. كما أنه يعتمد على العلوم التطبيقية: العلوم الزراعية والبستانية، الجيومورفولوجيا الهندسية، هندسة المناظر الطبيعية، والتعدين، الجيوتقنية، والهندسة المدنية، والهندسة الزراعية والري.
تعتمد هندسة المناظر الطبيعية على قوة الهندسة لتحديد الأهداف، وتحديد الشروط الأولية، والتصميم التكراري، والتنبؤ بالأداء استنادًا إلى المعرفة بالتصميم، ومراقبة الأداء، وتعديل التصاميم لتحقيق الأهداف المعلنة. أنها تُبنى على نقاط القوة وتاريخ ممارسة الاستصلاح. ميزتها المميزة هي الزواج من التضاريس والركائز والغطاء النباتي في جميع مراحل التصميم والبناء، والتي تم الاحتفاظ بها سابقًا كتخصصات منفصلة.
على الرغم من أن هندسة المناظر الطبيعية تجسد جميع عناصر الهندسة التقليدية (التخطيط، التحقيق، التصميم، البناء، التشغيل، التقييم، البحث، الإدارة، والتدريب)، وهي تركز على ثلاثة مجالات رئيسية. المجال الأول هو التخطيط - والذي يتضمن تحديد الأهداف وتصميم المناظر الطبيعية ككل. القسم الثاني هو تصميم المناظر الطبيعية أكثر تركيزًا على تصميم الأشكال الأرضية الفردية لتلبية الأهداف بشكل موثوق به كما هو موضح في عملية التخطيط. يعد تقييم أداء المناظر الطبيعية أمرًا حاسمًا لكليهما، كما أنه مهم لتقدير الالتزامات ومستويات الضمان المالي. إن العملية التكرارية للتخطيط والتصميم وتقييم الأداء من قبل فريق متعدد التخصصات هي أساس هندسة المناظر الطبيعية.

## مؤسس درجة هندسة الري
كان أول مؤسس درجة في هندسة الري في الأمريكتين هو لويس جورج كاربنتر (28اذار 1861 - 12 أيلول 1935) وكان أستاذًا جامعيًا ثم عميدًا للهندسة والفيزياء بجامعة ولاية كولورادو والمعروفة سابقًا باسم كلية كولورادو الزراعية. كان أيضًا مهندسًا وعالم رياضيات ومهندسًا للري والاستشارات.
حيث بدأ كاربنتر في جامعة ولاية كولورادو أول برنامج جامعي منظم ومنهجي لهندسة الري ابتداء من عام 1888. ونتيجةً لإلتزامه بالتعليمات حصل على درجة بكالوريوس العلوم في هندسة الري.
كان كاربنتر واحداً من أبرز الخبراء الرائدين في أنظمة الري. خلال حياته درس في أنظمة الري ليس فقط في أمريكا الشمالية ولكن أيضًا في كندا وأوروبا. هذا أدى إلى استشاراته الهندسية وقانون المياه. أصبح مهندس ولاية كولورادو واحتفظ بهذا المنصب لعدة سنوات أثناء التدريس. لم يكن كاربنتر منخرطًا في هندسة الري فحسب، بل تم استشاره أيضًا في مشاريع البناء الهيدروليكية والمشكلات المرتبطة بهذه المشاريع.

## اقرأ أيضًا
- تكسية أرضية
- مواد المناظر الطبيعية الصلبة